# Theo Jörgensmann
Theo Jörgensmann (Bottrop, Rin del Nord-Westfàlia, 29 de setembre de 1948) és un alemany lliure clarinetista, compositor i líder de banda de jazz. Jörgensmann és un dels més importants clarinetistes de jazz europeu lliure.

## Discografia
- Axiomatic 473’ Exploration, with Alessandro Ciccarelli and Lorenzo Santoro (Plus Timbre, 2024)
- Contact 4tett, Loud Enough To Rock The Kraut (2015)
- Trio Hot, Jink with Albrecht Maurer and Peter Jacquemyn (2008)
- Theo Jorgensmsnn & Oles Brothers, Alchemia with Marcin Oles and Bartlomiej Oles (2008)
- Oles Jörgensmann Oles, Live in Poznan 2006 with Marcin Oles and Bartlomiej Oles (2007)
- Oles Jörgensmann Oles, Directions with Marcin Oles and Bartlomiej Oles (2005)
- Oles Jörgensmann Oles, Miniatures with Marcin Oles and Bartlomiej Oles (2003)
- Theo Jörgensmann Quartet, Hybrid Identity (2002)
- Theo Jörgensmann Quartet, Snijbloemen (2000)
- Theo Jörgensmann Albrecht Maurer, European Echoes with Barre Phillips, Bobo Stenson, Kent Carter, Wolter Wierbos, Benoit Delbecq a.o. (1999)
- Theo Jörgensmann, Fellowship with Petras Vysniauskas, Charlie Mariano, Karl Berger, Kent Carter and Klaus Kugel (1998)
- Theo Jörgensmann Quartet, ta eko mo with Christopher Dell, Christian Ramond and Klaus Kugel (1998)
- Hans Günther Wauer, Theo Jörgensmann, Günter Sommer, Merseburger Begegnung (1994)
- Theo Jörgensmann Werkschau Ensemble, aesthetic direction with Albrecht Maurer (1993)
- Theo Jörgensmann Eckard Koltermann Perry Robinson, Materialized Perception (1992)
- CL 4' Seltsam ist Propheten Lied (1987)
- CL 4' Alte und neue Wege, with Lajos Dudas, Dieter Kühr, Eckard Koltermann; guest Gerald Doecke (1986)
- Theo Jörgensmann Quartet, Next Adventue with Georg Gräwe, Kai Kanthak und Achim Krämer (1981)
- Theo Jörgensmann Quartet, Song of BoWaGe (1988)
- Theo Jörgensmann Quartet feat. John Thomas, Go Ahead Clarinet (1978)
- Theo Jörgensmann Trio, Live at Birdland Gelsenkirchen (1978)
- Theo Jörgensmann Quartet, Straight out (1977)
- Theo Jörgensmann Quartet, in time guests Clarinet contrast, with Perry Robinson (1976)
- Contact Trio, Contact Trio (1972)